# 福岡市博多区妻殺害事件
福岡市博多区妻殺害事件（ふくおかしはかたくつまさつがいじけん）とは、2003年に福岡県福岡市博多区で起きた殺人・死体遺棄事件である。被害者の夫が妻を殺害したとして起訴されたものの、無罪判決が確定して現在未解決事件となっている。

## 概要
2003年（平成15年）2月19日、福岡市博多区東月隈の自宅に於いて女性Aが殺害されるという事件が起こった。被害者Aの夫でホテル経営者のBから110番通報を受け、駆けつけた博多警察署の捜査員が室内の鑑識作業などを進めていたところ、台所の床下収納にAの遺体があるのを発見した。近隣住民の話では、ここ数年、空き巣や車内荒らしなどの被害に遭っていた。
2003年（平成15年）5月28日、福岡県警はBを殺人、死体遺棄容疑で逮捕した。逮捕にあたって、発覚しにくい床下収納庫に遺体を隠匿していることから内部事情に詳しい人物の犯行として捜査。そういった中で、Bの証言が二転三転していることから逮捕に踏み切った。
2003年（平成15年）6月18日、福岡地検はBを殺人、死体遺棄の罪で起訴した。

## 裁判経過

### 刑事裁判
2003年（平成15年）8月7日、福岡地裁で初公判が開かれ、Bは起訴事実を全面否認、無罪を主張した。
2005年（平成17年）2月15日、論告求刑公判で検察側は「妻に浮気を追及されたことがきっかけ。周到にアリバイ工作や証拠隠滅工作を行っており、卑劣で悪質な犯行」としてBに懲役18年を求刑した。一方、弁護側はBのアリバイと捜査の不十分さを指摘し、改めて無罪を主張した。これにより一連の裁判は結審した。
2005年（平成17年）4月19日、福岡地裁（川口宰護裁判長）はBに無罪判決を下した。
判決では近所に住んでいる男女二人が犯行時刻より後にAと挨拶を交わしているという証言について当日の天気や具体的な行動があげられていて信用性が高いとした。そして自白調書についても逮捕から起訴までの間に自白と否認を繰り返しており、秘密の暴露もなく信用性は低いとした。これらのことから被告に犯行は不可能と結論づけた。
福岡地検はこの判決に対して控訴を断念、控訴期限を迎えた5月7日午前0時をもってBの無罪判決が確定した。

### 国家賠償請求訴訟
2006年（平成18年）8月22日、Bは無罪判決確定を受けて、逮捕から約2年間、身柄を拘束されたことによる精神的苦痛とホテル会社社長を失職したことによる減収分の支払いを求めて約8200万円の国家賠償を求めて福岡地裁に提訴した。
2007年（平成19年）11月30日、福岡地裁（永松健幹裁判長）は「検察官の起訴時の判断を不合理ということはできない」としてBの請求を棄却した。